# Józef Stala

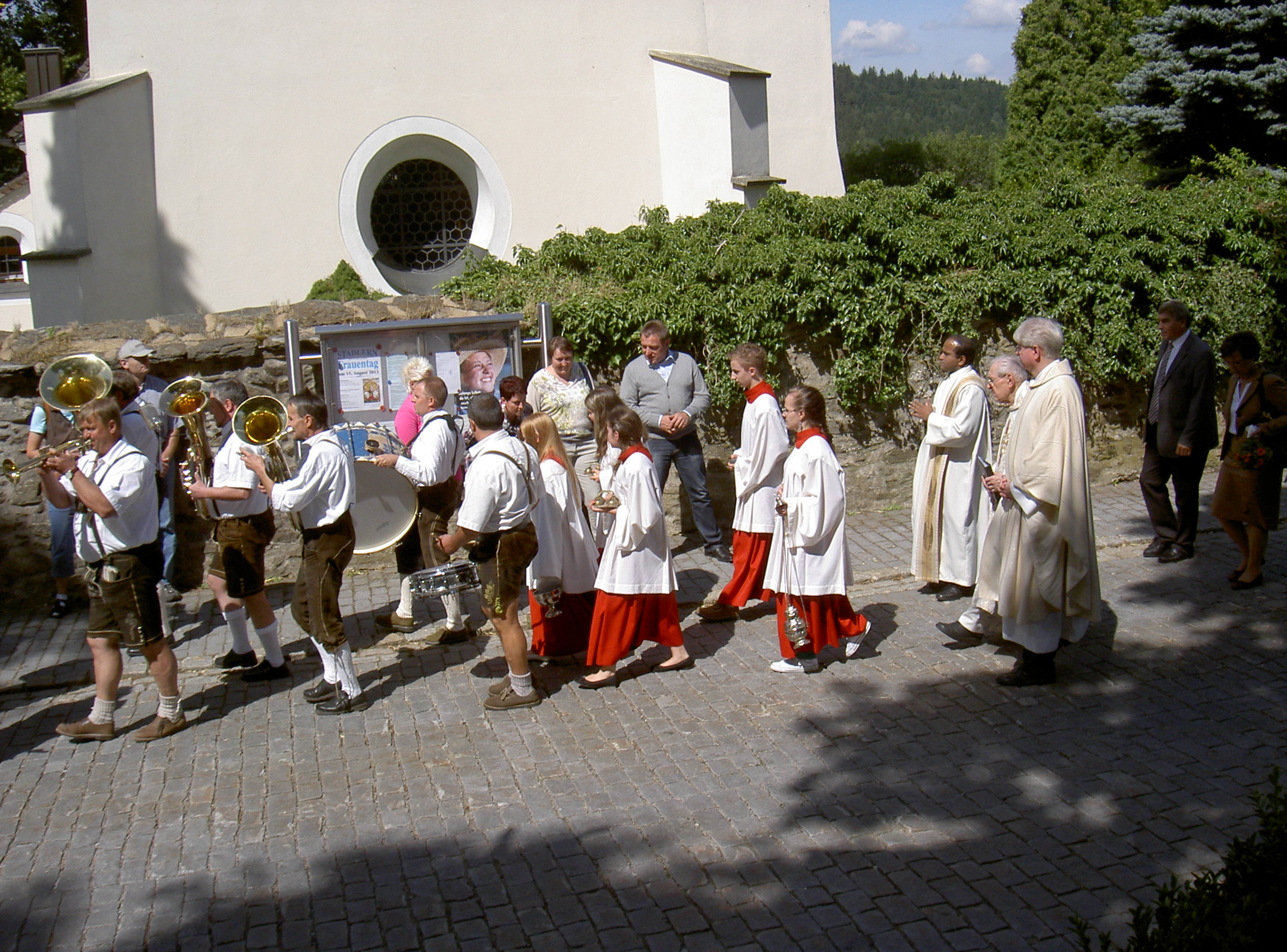
Józef Stala 2013 bei der Wallfahrt zu Mariä Himmelfahrt in Stadlern (Priester im Vordergrund)

Józef Stala (* 6. Dezember 1966 in Mielec, Polen; † 6. Februar 2025 in Krakau) war ein polnischer römisch-katholischer Theologe, Professor an der Päpstlichen Universität Johannes Paul II. in Krakau und Chefredakteur des internationalen Wissenschaftsperiodikums „The Person and the Challenges“.

## Leben
Józef Stala wurde am 6. Dezember 1966 als drittes von vier Kindern in Mielec, Woiwodschaft Karpatenvorland, Südost-Polen, geboren.
Er war der Sohn des Lehrers Edward Stala und der Hausfrau Helena Stala, geborene Gajek.
Am 18. Dezember 1966 wurde Stala in der Pfarrei St. Nikolaus von Borowa, seinem Heimatdorf, durch Pfarrer Józef Wierzbicki getauft.
Das Sakrament der Firmung wurde ihm durch Bischof Jerzy Karol Ablewicz am 24. April 1980 in Borowa gespendet.
Von 1973 bis 1981 besuchte Stala die Grundschule Adam Mickiewicz in Borowa und von 1981 bis 1985 das Lyzeum in Mielec, mathematisch-physikalischer Zweig, das er 1985 mit der Matura abschloss.
Von 1985 bis 1991 studierte er Philosophie und Theologie, in den Jahren 1985 und 1986 im Priesterseminar Gościkowo-Paradies und von 1986 bis 1991 in Tarnów.
Am 25. Mai 1991 wurde Stala in der Kathedrale von Tarnów durch Bischof Józef Życiński zum Priester geweiht.
Seine Primizmesse hielt er am 30. Mai 1991 in der Pfarrkirche seines Heimatortes Borowa.
Unmittelbar nach seiner Priesterweihe arbeitete Stala als Kaplan und Sekretär von Bischof Józef Życiński.
In den Jahren 1991 und 1992 war er Vikar in der Pfarrei Hl. Wojciech, Boleslaw, ungefähr 36 Kilometer nördlich von Tarnów, und danach bis 1993 Vikar in der Pfarrei Hl. Kasimir, Nowy Sącz, etwa 70 Kilometer südlich von Tarnów.

## Wissenschaftliche Tätigkeit
Am 31. Mai 1991 schloss Stala seine Studien mit dem Magister für Theologie an der Päpstlichen Akademie für Theologie Krakau (heute: Päpstliche Universität Johannes Paul II.) ab.
1993 berief ihn Bischof Józef Życiński zu einem Doktoratsstudium an die Kathololische Theologische Akademie Warschau.
Nach einem Spezialstudium mit dem Schwerpunkt Katechese an der Theologischen Akademie Warschau erwarb er am 15. Mai 1995 das Lizenziat
und seine Promotion am 8. Juni 1998.
Stala habilitierte sich 2005 mit einer im Jahre 2004 publizierten Arbeit zum Thema: Katecheza o małżeństwie i rodzinie w Polsce po Soborze Watykańskim II. (Katechese in Ehe und Familie in Polen nach dem 2. Vatikanischen Konzil) an der Päpstlichen Universität Johannes Paul II. in Krakau.
2011 wurde er mit der Arbeit zum Thema W kierunku integralnej edukacji religijnej w rodzinie (Próba refleksji nad nauczaniem Jana Pawła II w kontekście polskich uwarunkowań) (Ganzheitliche religiöse Erziehung in den Familien (Versuch einer Reflexion über die Lehren von Papst Johannes Paul II. mit Blick auf die Verhältnisse in Polen))
zum Professor an der Päpstlichen Universität Johannes Paul II. in Krakau berufen.
Später war Stala Priester der Diözese Tarnow (Polen), Professor für Theologie (Katechetik), Inhaber des Lehrstuhls für pädagogische Katechese an der Theologischen Fakultät, Sektion Tarnow (WTST), der Päpstlichen Universität Johannes Paul II. in Krakau.
Außerdem erfüllte er die Aufgabe des Koordinators des Erasmus-Programms am WTST und ist Chefredakteur des internationalen Wissenschaftsperiodikums „The Person and the Challenges“.
2010 bis 2014 war Stala Prodekan für wissenschaftliche Angelegenheiten, für Entwicklung und internationale Zusammenarbeit und an der Theologischen Fakultät, Sektion Tarnow (WTST), der Päpstlichen Universität Johannes Paul II. in Krakau.
Für den Zeitraum 2014 bis 2020 wurde Stala in den Senat der päpstlichen Universität Krakau als Prorektor für den Bereich Wissenschaft und internationale Zusammenarbeit gewählt.

## Werke (Auswahl)
Die Mehrheit der Publikationen von Stala ist in polnischer Sprache.
In der Folge wird hier nur eine Auswahl seiner Publikationen in Deutsch und Englisch aufgelistet:
- E. Osewska, J. Stala: Die katholische Schule zu Beginn des XXI. Jahrhunderts am Beispiel Polens und Englands UKSW, Warszawa 2015, ISBN 978-83-65224-83-5 (print), ISBN 978-83-65224-84-2 (online)
- J. Stala, E. Osewska: Anders erziehen in Polen. Der Erziehungs- und Bildungsbegriff im Kontext eines sich ständig verändernden Europas des XXI. Jahrhunderts. Polihymnia, Tarnów 2009, ISBN 978-83-7270-765-9.
- J. Stala: Familienkatechese in Polen um die Jahrhundertwende. Probleme und Herausforderungen. Biblos, Tarnów 2008, ISBN 978-83-7332-674-3.
- Hrsg. E. Osewska, J. Stala: Religious Education / Catechesis in the Family. A European Perspective. UKSW, Warszawa 2010.
- J. Stala: Der Mensch als Person: Die bestimmende Grundlage für Johannes Paul II. in seinem Bild von der Familie in „The Person and the Challenges“ 2 (2012) Nr. 2, S. 41–59.
- J. Stala: Die Transzendenz als bestimmendes Merkmal der Person in der Anthropologie und der Pädagogik Johannes Pauls II. in „The Person and the Challenges“ 2 (2012) Nr. 1, S. 61–75.
- J. Stala: Die personalistische Grundlage für Erziehung und Bildung in der katholischen Schule in „Angelicum“ 88 (2011), S. 997–1007.
- J. Stala: Ausgewählte Aspekte von Erziehung und Bildung an der katholischen Schule in „Angelicum“ 88 (2011), S. 751–761.
- J. Stala: Impulse Johannes Pauls II. zur Religionserziehung in der Familie in „Studia Bobolanum“ 4 (2011), S. 153–163.
- J. Stala: Die Religionserziehung in der Familie im Kontext der Gegebenheiten in Polen in „Biuletyn Edukacji Medialnej“ (2011) Nr. 1, S. 173–183.
- J. Stala: Wie schön ist es, in der Reichweite des Wortes Gottes und der Eucharistie zu leben. Eine Betrachtung zur eucharistischen Bildung der jungen Menschen in „Theologica“ 46 (2011) 2, S. 311–322.
- J. Stala: Internet - Church - Communication in „Studia Pastoralne“ (2011) Nr. 7, S. 566–574.
- J. Stala: Aspekte der Aktivitäten der akademischen Mitarbeiter an der Theologischen Fakultät, Sektion Tarnów, im Dienst der Wissenschaft. in „The Person and the Challenges“ 1 (2011) nr 2, S. 11–19.
- J. Stala: Die Person und die Herausforderungen der Gegenwart im Licht der Nachfolge und der Lehre des Heiligen Vaters Johannes Pauls II „The Person and the Challenges“ - ein internationales wissenschaftliches Periodikum. in „The Person and the Challenges“ 1 (2011) Nr. 1, S. 13–23.
- J. Stala, Grundlagen der Religionserziehung in der Familie im Kontext zu den Gegebenheiten der heutigen Zeit, „Studia Teologiczno-Historyczne Śląska Opolskiego“ (2010) nr 30, S. 263–272.
- J. Stala, Pädagogisch-katechetische Implikationen aus den Anregungen Johannes Pauls II. für die sakramentale Bildung. Zehn Jahre Gymnasialreform in Polen, „Studia Bobolanum“ (2010) nr 4, S. 155–167.
- J. Stala, Lehrpläne und Schulbücher für den Religionsunterricht an den Staatlichen Grundschulen in Polen, „Bogoslovni vestnik“ 70 (2010) Nr. 3, S. 405–414.
- J. Stala, Lasst uns voller Hoffnung vorwärts gehen. Pädagogisch-katechetische Aspekte, wie der Christ die Zeichen der Zeit in der gegenwärtigen Welt aufnimmt, „Roczniki liturgiczne“ 1 (56) (2009), S. 435–447.